# Mordellistena taorminensis
Mordellistena taorminensis es una especie de coleóptero de la familia Mordellidae.

## Distribución geográfica
Habita en Sicilia (Italia).